# Estação Franco da Rocha
A Estação de Franco da Rocha é uma estação ferroviária, pertencente à Linha 7–Rubi da CPTM, localizada no município homônimo.

## História
A estação original foi inaugurada pela SPR em 1o de fevereiro de 1888, com o nome de Juquery.
 Anos depois foi renomeada para Franco da Rocha, em homenagem a Francisco Franco da Rocha, médico responsável pela inauguração do complexo hospitalar do Juqueri.
O novo prédio é contemporâneo e adaptado a passageiros com mobilidade reduzida, possuindo piso tátil, banheiro adaptado para cadeirantes, elevadores e escadas rolantes.
Localizado entre a Praça Caieiras e a Rua Cavalheiro Ângelo Sestini, possui 4 acessos sendo 2 para cada logradouro, além de dois terminais para ônibus urbanos.

## Tabelas
| Sigla | Estação         | Reinauguração      | Aberta ao público  | Integração               | Plataforma | Posição    | Notas                        |
| ----- | --------------- | ------------------ | ------------------ | ------------------------ | ---------- | ---------- | ---------------------------- |
| FDR   | Franco da Rocha | 10 de Maio de 2014 | 12 de Maio de 2014 | Bilhete Único da SPTrans | Central    | Superfície | Estação construída pela CPTM |

## Ligações Externas
- Página oficial da CPTM
- Estação Franco da Rocha no site da CPTM
- Estação Franco da Rocha no site estações ferroviárias do Brasil